# Museo Yves Saint Laurent Paris
El museo Yves Saint Laurent París es un museo consagrado al modisto Yves Saint Laurent en París. Está ubicado en el número 5 de la avenida Marceau, en el edificio donde se encontraba su casa de alta costura.

## Historia

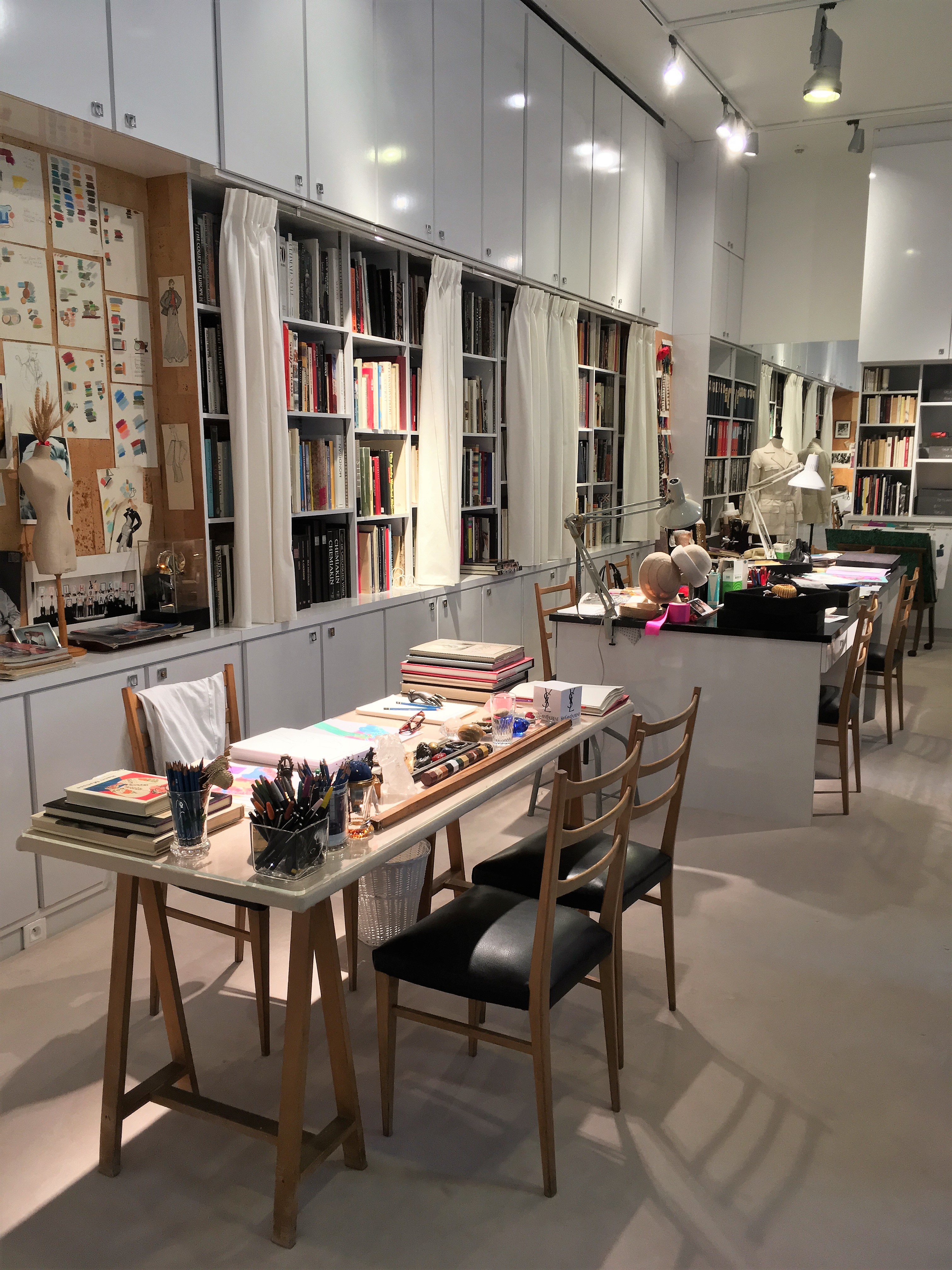
Taller de Yves Saint Laurent, interior del museo.

En 2017 se crearon dos museos para exponer obras del diseñador de indumentaria Yves Saint Laurent, y servir a su memoria, explotando el fondo de la Fundación Pierre Bergé - Yves Saint Laurent, uno en Marrakech, construido específicamente, y otro en París, en la avenida Marceau, en la sede histórica de la casa de costura. El museo parisiense fue inaugurado a finales de septiembre de 2017 y abrió en octubre de 2017. A priori, es la primera vez que un museo está dedicado a un solo modisto en Francia. Recibió el sello Musée de Francia, lo que permite que sus colecciones sean inalienables y pueda facilitar la anticipación de nuevas piezas en las ventas públicas
Además de la Fundación Pierre Bergé – Yves Saint Laurent, en el proyecto de creación de museo han participado: Olivier Flaviano, director del nuevo museo, Aurélie Samuel, historiadora del arte y conservadora (procedente del Museo Guimet), la escenógrafa Nathalie Crinière y el decorador Jacques Grange.

## Ubicación
Este museo se encuentra ubicado en el número 5 avenida Marceau, próximo al puente del Alma, en el distrito XVI de París correspondiente al barrio Trocadero-Passy. El edificio. del siglo XIX (Segundo Imperio), es el antiguo lugar de trabajo de Yves Saint Laurent y de sus colaboradores de la casa de moda del mismo nombre. Está situado a unos cientos de metros del Palacio Galliera, el museo de la moda de la ciudad de París.

## Colección permanente
La colección iniciada en los años sesenta, fue reunida en vida por Pierre Bergé y Yves Saint Laurent e incluye unas 35 000 piezas (dibujos, textiles, accesorios, etc.), entre ellas, más de 7000 creaciones de alta costura.

## Descripción

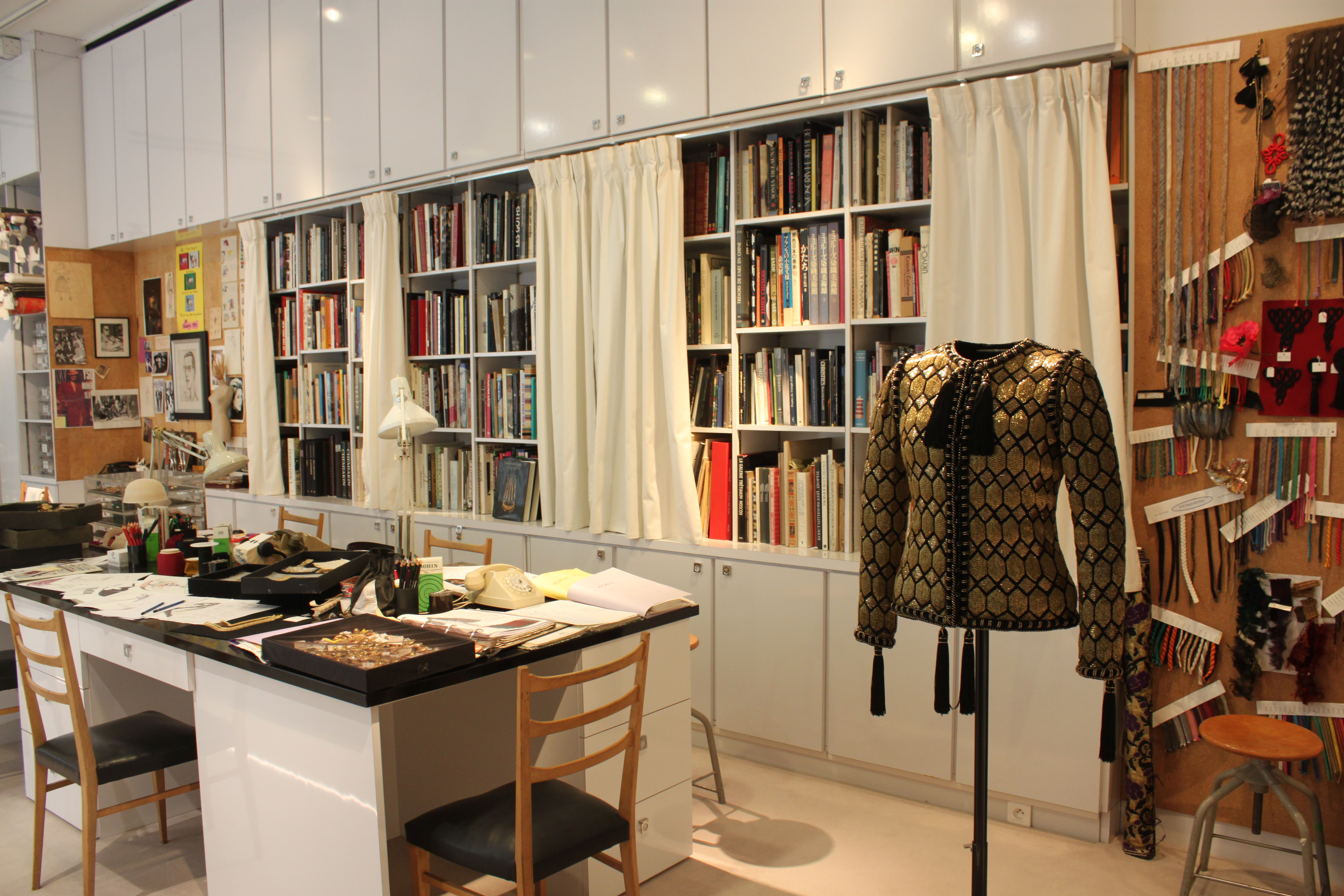
Atelier d'Yves Saint Laurent - Musée Yves-Saint-Laurent de Paris

El museo se extiende por todas las plantas del edificio y a lo largo de 450 m², aunque la superficie de exposición es más reducida que en el Museo Yves Saint Laurent Marrakech. El espacio de exposición está dividido en pequeños espacios compartimentados. Entre estos espacios se encuentra el taller donde trabajaba el diseñador, fallecido en 2008, en la primera planta, restaurado de forma casi idéntica. Una mesa de trabajo donde diariamente diseñaba se exhibe con sus objetos personales y los últimos trabajos.
Se recuerdan sus creaciones más emblemáticas están recordadas: el esmoquin para mujeres, la chaqueta safari (saharienne), el trench coat (la gabardina), etc., piezas masculinas que recreó para la emancipación de las mujeres, creaciones que se han convertidos en clásicos de la indumentaria.
La primera colección, de 1962, está evocada igualmente con una parte de las piezas de esta colección, croquis, y fotos de su preparación. Se destacan algunas fuentes de inspiración del diseñador, sobre todo en la sección Viajes imaginarios. De las exposiciones temporales temáticas que son organizadas periódicamente: la primera que fue en 2018, Asia soñada de Yves Saint Laurent, que reúne 50 modelos inspirados de India, China y Japón, de la colección permanente, y las compara con objetos de arte asiático prestados por coleccionistas privados y por el Museo Guimet.
Además hay un sector para el vestido de novia, con el cual YSL cerraba cada uno de sus desfiles.